# 第九世班禅额尔德尼
图丹曲吉尼玛（藏語：ཐུབ་བསྟན་ཆོས་ཀྱི་ཉི་མ་，威利转写：Thub-bstan Chos-kyi Nyi-ma，THL：Tubdain Qoigyi Nyima；1883年2月19日—1937年12月1日），藏傳佛教格魯派第九世班禅额尔德尼。

## 生平
曲吉尼玛是达布准巴人（一说嘎夏人），被扎什伦布寺寻访为第八世班禅额尔德尼的转世灵童，经光绪帝批准，1888年正月十四，在布达拉宫举行金瓶掣籤，认定为九世班禅。由第十三世达赖喇嘛剃度，得法名图丹曲吉尼玛。后来迎到扎什伦布寺德清颇章宫坐床，跟随第穆呼图克图受沙弥戒，升大宝法座。
1901年，布里亚特蒙古喇嘛阿旺·洛桑·德爾智受邀请到西藏，虽然班禅喇嘛只在扎什伦布寺住了两天，德爾智依然得到了他的秘密布道，并受班禅喇嘛赠与了有六世班禅·罗桑华丹益希所著的关于佛教净土的《香巴拉经》（Prayer of Shambhala)，该经被认为对于修习时轮大法具有重要性。班禅喇嘛也赠与了德爾智包括一些金像在内的小礼物。1902年，蒙十三世达赖喇嘛受比丘戒。1904年，英国侵略拉萨，达赖喇嘛出逃蒙古，班禅兼掌前藏政教。1906年，查理·贝尔勋爵受在扎什伦布寺的班禅喇嘛来访邀请。在扎什伦布寺同班禅喇嘛讨论了政治形势。1905年，印度总督乔治·寇松邀请九世班禅到印度，九世班禅在印度讲经，坚持“不丧国权，慈悲为怀”，次年返回西藏。请容尊丹增旺加传授密谛要法和大威德金刚灌顶，应阿理讷和僧众之请，两次传授时轮金刚大灌顶，建强巴（弥勒佛）大金佛像。他精通显密，广施恩育，扩充坛城，功德殊胜。

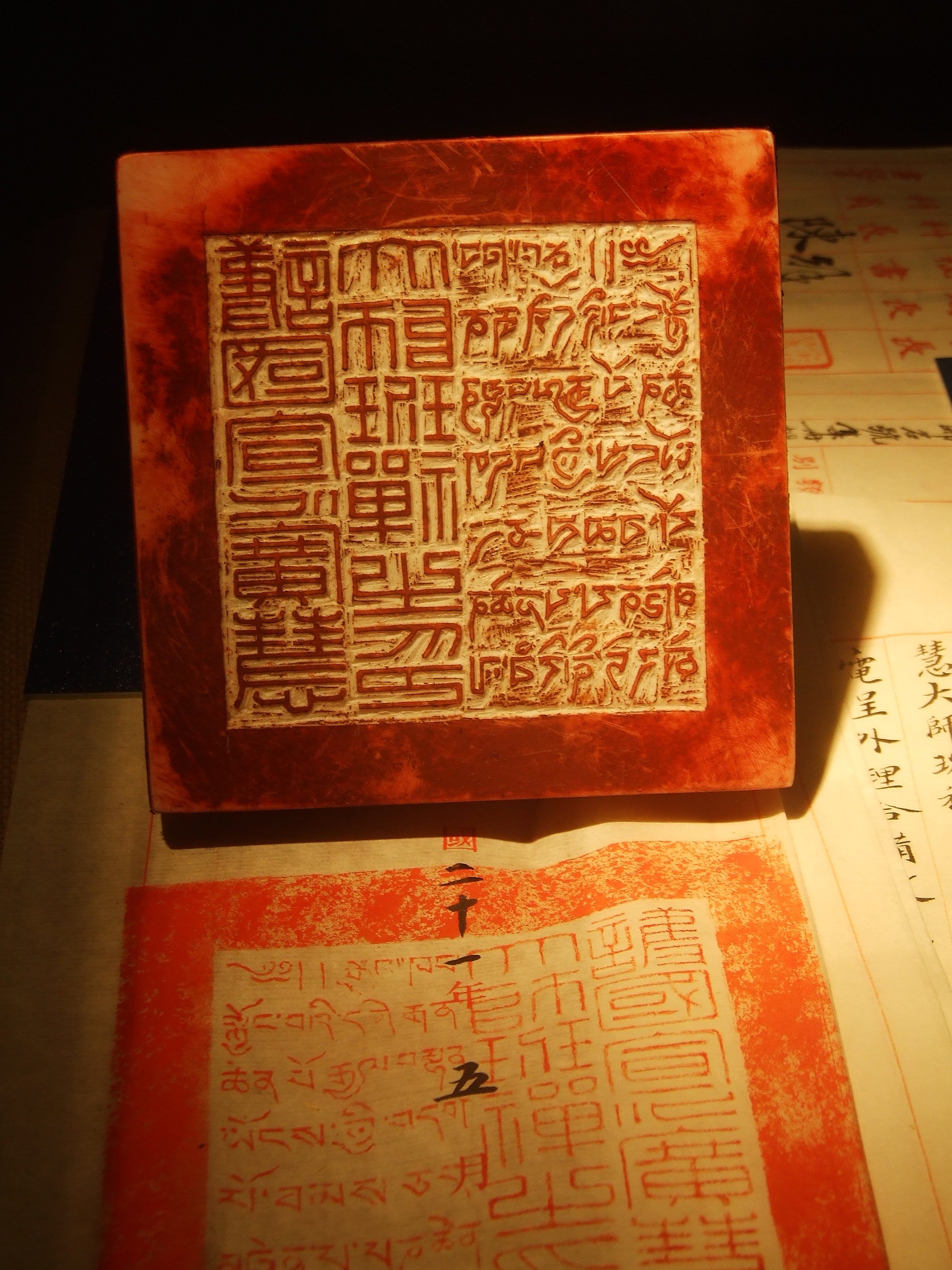
中华民国政府颁发“护国宣化广慧大师班禅之印”金印

1912年，中华民国成立之后，班禅喇嘛出迎十三世达赖喇嘛回到卫藏。1913年4月1日，被袁世凯加封『致忠闡化』名號。
1923年，班禅喇嘛在和十三世达赖喇嘛土登嘉措发生冲突后，他自己寺庙的喇嘛被禁止在拉萨的噶厦政府担任任何要职，而且他的官员在拉萨遭到囚禁；班禅喇嘛觉查到对自身的威胁，他借沐浴之期从藏北高原经甘州、凉州逃亡到了内蒙古。在内蒙古期间，班禅喇嘛致力于规划西藏的现代发展路线。他抵达北京，向大总统曹锟报告了西藏政局和整饬边防的意见，候命期间到山东、南京、上海、杭州、甘肃、青海、东北、内蒙等地游历讲佛。
1929年，在南京设立班禅驻南京办事处，之后又在北平、四川、西康、山西、绥远、青海等地设立办事处。1931年，参加国民会议，国民政府赐予他护国宣化广慧大师的称号。1932年，任西陲宣化使。1934年2月14日参加国民政府主持的悼念十三世达赖的活动，20日任国民政府委员:231,234。在汉地呼吁和平，拥护抗日，举行九次时轮金刚法会。回到拉卜楞寺后，广宣佛谛。请嘉木样活佛等呼图克图传授密教各法灌顶。准备回藏时，受到西藏噶厦的阻挠。
1937年12月1日，九世班禅喇嘛于青海省玉树结古寺的甲拉颇章宫圆寂。在日喀则市扎什伦布寺，包含九世班禅喇嘛在内的，收藏从五世直至九世班禅喇嘛舍利肉身的灵塔殿都于文革期间被毁，文革后由十世班禅主持重建了五世直至九世班禅喇嘛舍利合葬灵塔。